# Adriano Buffoni
Adriano Buffoni (Colle Umberto, 27 novembre 1940) è un allenatore di calcio italiano.

## Carriera

Da sinistra: Buffoni saluta Ottavio Bianchi prima di Atalanta-Triestina del 28 febbraio 1982.

Allenatore professionista, dalla carriera trentennale, ha legato il suo nome soprattutto con la compagine del Padova, portandola dalla Serie C1 alla Serie B, e della Triestina, che ha allenato per cinque stagioni in tre riprese.
In carriera ha disputato 11 stagioni in Serie B senza riuscire mai a raggiungere la massima serie né a centrare una promozione (nella stagione 1990-91 con l'Udinese mancata solo per una penalizzazione).
Ha ottenuto due promozioni dalla C1 alla B con Triestina e Padova, sfiorando i play-off con il Giulianova nel 2002. Fu esonerato dal Ravenna dopo la dodicesima giornata del campionato di serie C1 1995-96, sostituito da Giorgio Rumignani che condusse i romagnoli alla vittoria del campionato.
Dopo essersi ritirato a vita privata a Lavagna in Liguria, ha allenato in Serie D il Sestri Levante, venendo esonerato a giugno 2009 a causa della sconfitta per 4-1 nella finale playpout per non retrocedere in Eccellenza..
Abita oggi nella natia Colle Umberto, in provincia di Treviso.

## Palmarès
- Campionato italiano Serie D: 1

Pordenone: 1978-1979 (girone B)
- Campionato italiano Serie C1: 1

Triestina: 1982-1983 (girone A)
- Coppa Italia Serie C: 1

Triestina: 1993-1994